# Estádio Municipal Radialista Mário Helênio
Das Estádio Municipal Radialista Mário Helênio, kurz Helenão genannt, steht in brasilianischen Juiz de Fora im Staat Minas Gerais. Es ist nach dem Sportjournalisten Mário Helênio (1925–1995) benannt der über 39 Jahre hinweg das Programm No Giro da Bola ("Im Drall des Balles") auf dem örtlichen Radiosender PRB-3 (heute Radio Solar) machte
Das 1988 eingeweihte Helenão fasst knapp 32.000 Zuseher und ist die Spielstätte des Tupi FC. In dem Stadion werden aber auch andere Veranstaltungen durchgeführt.
Im Helenão fand am 20. April 2016 das Finale der Primeira Liga do Brasil 2016 statt. Beim Spiel zwischen dem Fluminense FC und Athletico Paranaense wurde zulässige Teilnehmerzahl durch die örtliche Militärpolizei aus Sicherheitsgründen auf 27.300 Tickets beschränkt. Anwesend waren dann 23.985 Zuschauer. Das Spiel konnte Fluminense mit 1:0 für sich entscheiden.

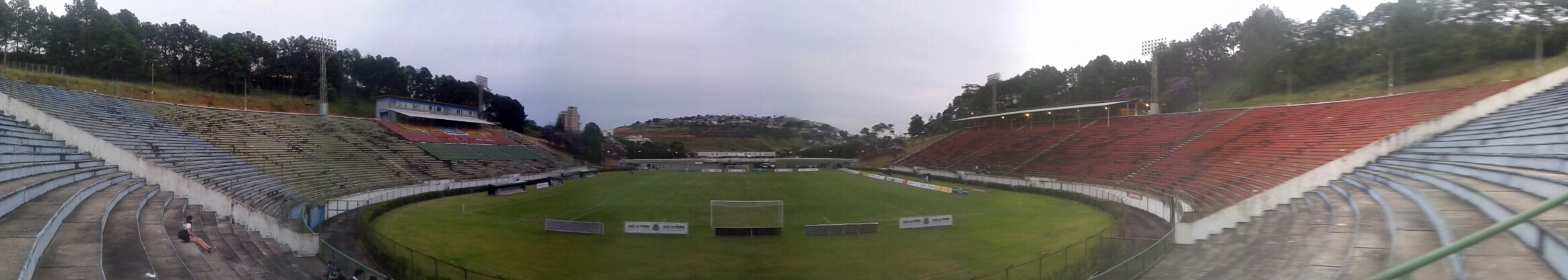
Panorama

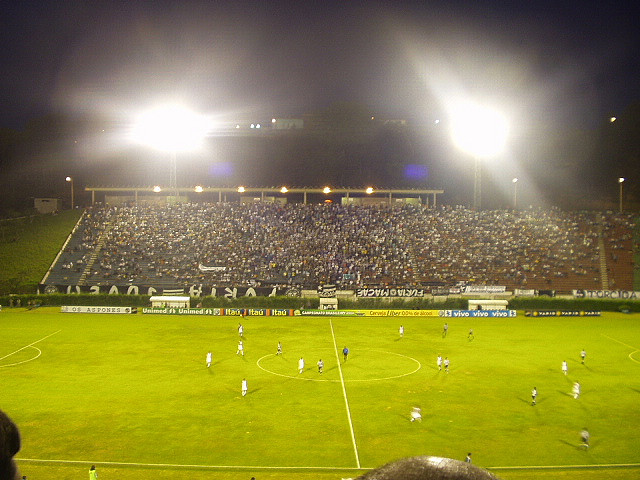
Botafogo gegen Vitória (2005)